# Laguindingan
Laguindingan (Bayan ng Laguindingan) är en kommun i Filippinerna. Kommunen ligger på ön Mindanao, och tillhör provinsen Misamis Oriental. Folkmängden uppgår till 18 451 invånare.
Laguindingan är indelat i 11 barangayer.